# William R. Thom

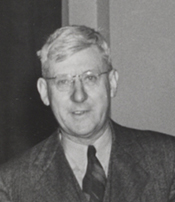
William R. Thom

William Richard Thom (* 7. Juli 1885 in Canton, Ohio; † 28. August 1960 ebenda) war ein US-amerikanischer Politiker. Zwischen 1933 und 1947 vertrat er dreimal den Bundesstaat Ohio im US-Repräsentantenhaus.

## Werdegang
William Thom besuchte die öffentlichen Schulen seiner Heimat. Zwischen 1905 und 1909 arbeitete er als Zeitungsreporter. Danach studierte er bis 1911 an der Western Reserve University in Cleveland. Zwischen 1911 und 1913 war er Privatsekretär des Kongressabgeordneten John J. Whitacre. In den Jahren 1915 und 1916 war er für die Pressestelle des US-Repräsentantenhauses tätig. Nach einem Jurastudium an der Georgetown University in Washington, D.C. und seiner 1917 erfolgten Zulassung als Rechtsanwalt begann er in Canton in diesem Beruf zu praktizieren. Gleichzeitig schlug er als Mitglied der Demokratischen Partei eine politische Laufbahn ein. Zwischen 1920 und 1932 gehörte er der Parkkommission der Stadt Canton an. Im Jahr 1920 strebte er erfolglos die Nominierung seiner Partei für die Kongresswahlen dieses Jahres an.
Bei den Kongresswahlen des Jahres 1932 wurde Thom dann aber im 16. Wahlbezirk von Ohio in das US-Repräsentantenhaus in Washington gewählt, wo er am 4. März 1933 die Nachfolge des Republikaners Charles B. McClintock antrat. Nach zwei Wiederwahlen konnte er bis zum 3. Januar 1939 drei Legislaturperioden im Kongress absolvieren. Während dieser Zeit wurden dort viele der New-Deal-Gesetze der Roosevelt-Regierung verabschiedet. 1935 wurden erstmals die Bestimmungen des 20. Verfassungszusatzes angewendet, wonach die Legislaturperiode des Kongresses jeweils am 3. Januar endet bzw. beginnt. Im Jahr 1938 unterlag Thom dem Republikaner James Seccombe.
Nach dem Ende seiner ersten Zeit im US-Repräsentantenhaus arbeitete Thom wieder als Rechtsanwalt. Bei den Wahlen des Jahres 1940 wurde er erneut im 16. Distrikt von Ohio in das US-Repräsentantenhaus gewählt, wo er am 3. Januar 1941 James Seccombe wieder ablöste. Da er im Jahr 1942 nicht bestätigt wurde, konnte er bis zum 3. Januar 1943 zunächst nur eine weitere Amtszeit im Kongress verbringen. Diese war von den Ereignissen des Zweiten Weltkrieges bestimmt. 1944 wurde er letztmals in den Kongress gewählt, wo er am 3. Januar 1945 Henderson H. Carson ablöste, der dort zwei Jahre zuvor sein Nachfolger geworden war. Bis zum 3. Januar 1947 verbrachte er eine weitere Legislaturperiode im Repräsentantenhaus. Während dieser Zeit endete der Zweite Weltkrieg. Im Jahr 1946 wurde er erneut nicht wiedergewählt.
Nach seinem endgültigen Ausscheiden aus dem Kongress war William Thom wieder als Rechtsanwalt tätig. Im August 1956 nahm er als Delegierter an der Democratic National Convention in Chicago teil. Er starb am 28. August 1960 in seiner Geburtsstadt Canton, wo er auch beigesetzt wurde.